# Granje (Bośnia i Hercegowina)
Granje (cyr. Грање) – wieś w Bośni i Hercegowinie, w Republice Serbskiej, w gminie Višegrad. W 2013 roku liczyła 9 mieszkańców.